# Occitano auvernés

Extensión del occitano auvernés.

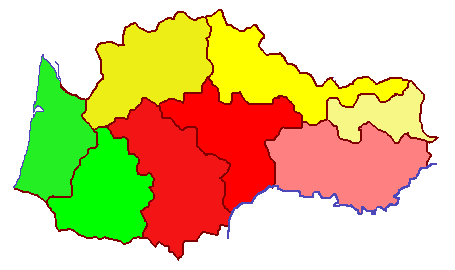
Variación dialectométrica del dominio del occitano según Hans Goebl. El auvernés en amarillo vivo es el dialecto central de los dialectos septentrionales, representados en amarillo.

El auvernés (en occitano: auvernhat, en francés: auvergnat) es un dialecto del idioma occitano que en la actualidad es hablado por una minoría de la población en la región de Auvernia, en el centro de Francia. Dentro del grupo occitano estas variedades estarían más cerca del limosín que del languedociano.

## Comparación
Esta sección presenta el mismo texto en diversas variantes de occitano, el texto es:
Un hombre no tenía más que dos hijos. El más joven le dijo al padre:/
‘Es hora de que sea mi propio maestro y tener dinero;/
necesito poderme ir y ver mundo./
Divide tus bienes y dame lo que me pertenece’./
‘O hijo mío,’ dijo el padre, ‘como quieras, eres un/
mal chico y serás castigado’. Entonces abrió un cajón,/
[y] dividió sus bienes e hizo dos partes.
Auvernés (auvernhat) meridional
Un òme aviá mas dos garçons. Lo pus joine diguèt a son paire:
‘Lo moment es vengut que siáie mon   mèstre  è que age d’argent;
chal que puesche me’n anar è que vege de païs.
Partatjatz  voste ben e bailatz-me çò que duve avèdre.’
‘O mon garçon,’ diguèt lo paire, ‘coma voudràs; siás un
maissant è saràs punit.’ E pueissa badèt un tirador,
partagèt son ben e ne’n faguèt dos morsèls.
Languedociano (occitano estándar)
Un òme aviá pas que dos dròlles. Lo pus jove diguèt a son paire:
‘Es ora per jeu de me governar sol e d’aver d’argent:
me cal poder partir é véser de païs.
Despartissètz lo vòstre ben e donatz-me çò que devi aver.’
‘O mon filh,’ diguèt lo paire, ‘coma voldràs tu; siás un
marrit e seràs castigat.’ Apuei dubriguèt una tireta,
despartiguèt lo sieu ben e ne faguèt doas parts.
Limosín (lemosin) meridional
Un òme aviá mas dos filhs. Lo pus jòune dissèt a son pair:
‘Es temps qu’iou siá mon mèstre e qu’age de l’argent;
chau que puesche me’n anar e que vege del païs.
Partissètz vòstre ben e donatz-me çò que devi aver.’
‘O mon filh,’ dissèt lo pair, ‘coma voudràs; sès un
maichent e siràs punit.’ Puei drubiguèt una tireta,
partiguèt son ben e ne’n faguèt doàs parts.
- Datos: Q35359
- Multimedia: Auvergnat (occitan dialect) / Q35359